# Mijaíl Petrov
Mijaíl Petróvich Petrov (en ruso: Михаил Петрович Петров; 22 de diciembre de 1897jul./ 3 de enero de 1898greg. – 10 de octubre de 1941) fue un mayor general de las Fuerzas Blindadas del Ejército Rojo y Héroe de la Unión Soviética. Nacido en el seno de una familia de campesinos, se mudó a Petrogrado y se convirtió en obrero metalúrgico en la planta de Putilov, donde se convirtió en líder de escuadrón de la Guardia Roja y participó en la toma del Palacio de Invierno. Se unió al Ejército Rojo y luchó en la guerra civil rusa. Durante el período de entreguerras, Petrov se convirtió en oficial de cuerpo blindado y luchó como comandante de batallón de tanques durante la guerra civil española. Por su liderazgo, recibió el título de Héroe de la Unión Soviética el 21 de junio de 1937.
Petrov regresó a la Unión Soviética y se convirtió en comandante de un cuerpo de tanques, que dirigió en la invasión soviética de Polonia de 1939. Dirigió un cuerpo mecanizado en las etapas iniciales de la operación Barbarroja y se convirtió en comandante del 50.º Ejército en agosto de 1941. En octubre de 1941, asumió brevemente el puesto de comandante del Frente de Briansk  y resultó fatalmente herido durante la fuga de la bolsa de Briansk.

## Biografía

### Infancia y juventud
Mijaíl Petrov nació en el seno de una familia de campesinos pobres el 15 de enero de 1898 en la pequeña localidad rural de Zalustezhye, parte de la gobernación de San Petersburgo —en esa época situada en el Imperio ruso, actualmente ubicada en el óblast de Leningrado en Rusia—. Desde muy joven trabajó como montador de estufas junto a su padre. Después de graduarse del cuarto grado en la escuela local, se mudó a Petrogrado y trabajó como obrero metalúrgico en la planta de Putilov en Petrogrado y como chofer. Allí entró en contacto con los bolcheviques. 
En marzo de 1917, se convirtió en líder de escuadrón del 2.º Destacamento de la Guardia Roja de Petrogrado. Petrov participó en el asalto al Palacio de Invierno durante la Revolución de Octubre. Se unió al Ejército Rojo en 1918 y luchó en la guerra civil rusa. En 1920, se convirtió en miembro del Partido Comunista de la Unión Soviética.

### Periodo de entreguerras
Alrededor de 1920, Petrov fue trasladado a Asia Central y luchó en la represión de la revuelta de los Basmachí, un levantamiento musulmán contra el dominio ruso y soviético. Más tarde luchó contra los insurgentes en el Cáucaso antes de ser enviado a la Escuela de Infantería de Tambov, de la que se graduó en 1923. Mientras estaba en la escuela, participó en la represión de la rebelión de Tambov. Se graduó de la Escuela Política de Transcaucasia en 1925. En 1932, se graduó de los cursos de actualización para comandantes blindados.
Petrov sirvió como comandante de un batallón de entrenamiento en la 1.ª Brigada Mecanizada, antes de luchar en la guerra civil española, sirviendo como comandante de batallón en la brigada de tanques de Dmitri Pavlov desde octubre de 1936 hasta junio de 1937. Recibió la Orden de la Estrella Roja en 2 de enero de 1937. El 21 de junio se le concedió el título de Héroe de la Unión Soviética y la Orden de Lenin por su liderazgo. 
Al regresar a la Unión Soviética en 1937, ocupó cargos como comandante de batallón y luego como comandante de una brigada de tanques. En 1937, se convirtió en comandante de una división de tanques. En junio de ese mismo año, se convirtió en comandante del 5.º Cuerpo Mecanizado.
Petrov también fungió como diputado de la I Convocatoria del Sóviet Supremo de la Unión Soviética (1937). En 1938, el 5.º Cuerpo Mecanizado se convirtió en el 15.º Cuerpo de Tanques. Participó en la invasión soviética de Polonia en septiembre de 1939, durante la cual dirigió el cuerpo en la batalla de Grodno.
Durante la invasión, el cuerpo fue reabastecido de combustible en paracaídas. El 4 de junio de 1940, fue ascendido a mayor general. En julio de 1940 se convirtió en subcomandante del 6.º Cuerpo Mecanizado. En octubre se convirtió en inspector de blindados del Distrito Militar Especial Occidental. En 1941, Petrov se graduó de cursos académicos superiores en la Academia Militar del Estado Mayor. El 11 de marzo de 1941, fue nombrado comandante del 17.º Cuerpo Mecanizado, que estaba estacionado cerca de Slonim. El 17.º Cuerpo Mecanizado era una formación de cuadros equipados con solo 36 tanques (es decir dependía de la movilización general del Ejército Rojo para completar su estructura).

### Segunda Guerra Mundial
Tras la invasión alemana de la Unión Soviética el 22 de junio de 1941, el 17.º Cuerpo Mecanizado de Petrov luchó en la batalla de Białystok-Minsk. El cuerpo estaba inicialmente estacionado en la retaguardia, pero fue trasladado hacia Baranovichi para detener el avance alemán, después del avance alemán inicial. El 26 de junio libró batallas defensivas alrededor de Baránovichi, Stowbtsy y Minsk, pero el XLVII Cuerpo de Ejército (motorizado) alemán logró penetrar las defensas del cuerpo. Superado en número, el 17.º Cuerpo Mecanizado no pudo ofrecer mucha resistencia al ataque alemán y sus remanentes se retiraron hacia el este hasta el río Berezina, donde se unieron con otras unidades soviéticas. Sufrió grandes pérdidas en los combates y el 5 de julio pasó a formar parte del 21.º Ejército después de recibir la orden de trasladarse a Babruisk el día anterior. Para el 7 de julio, el cuerpo ya no tenía vehículos blindados y, más tarde, ese mismo mes, el cuerpo se retiró al área de Sukhinichi con el 4.º Ejército. Debido a las fuertes pérdidas el 17.º Cuerpo Mecanizado se convirtió en la 147.ª Brigada de Tanques el 1 de agosto.
A principios de agosto de 1941, fue nombrado comandante del 20.º Cuerpo de Fusileros en el área de Gómel. El 16 de agosto, se convirtió en comandante del recién constituido 50.º Ejército del Frente de Briansk como resultado de una directiva de la Stavka del 14 de agosto. El 50.º Ejército defendió los accesos de Briansk y Kaluga y realizó contraataques infructuosos contra una cabeza de puente alemana en el río Desná. El sector del ejército estuvo relativamente tranquilo durante septiembre y por esta época el periodista Vasili Grossman visitó el cuartel general del 50.º Ejército. A principios de octubre, el ejército fue rodeado durante la Operación Defensiva Orel-Briansk (véase operación Tifón), en un área conocida como la bolsa de Briansk. El 7 de octubre, mientras estaba atrapado en la bolsa con sus tropas, Petrov se convirtió en comandante del Frente de Briansk después de que el comandante del frente el teniente coronel Andréi Yeriómenko fuera dado por muerto por error.

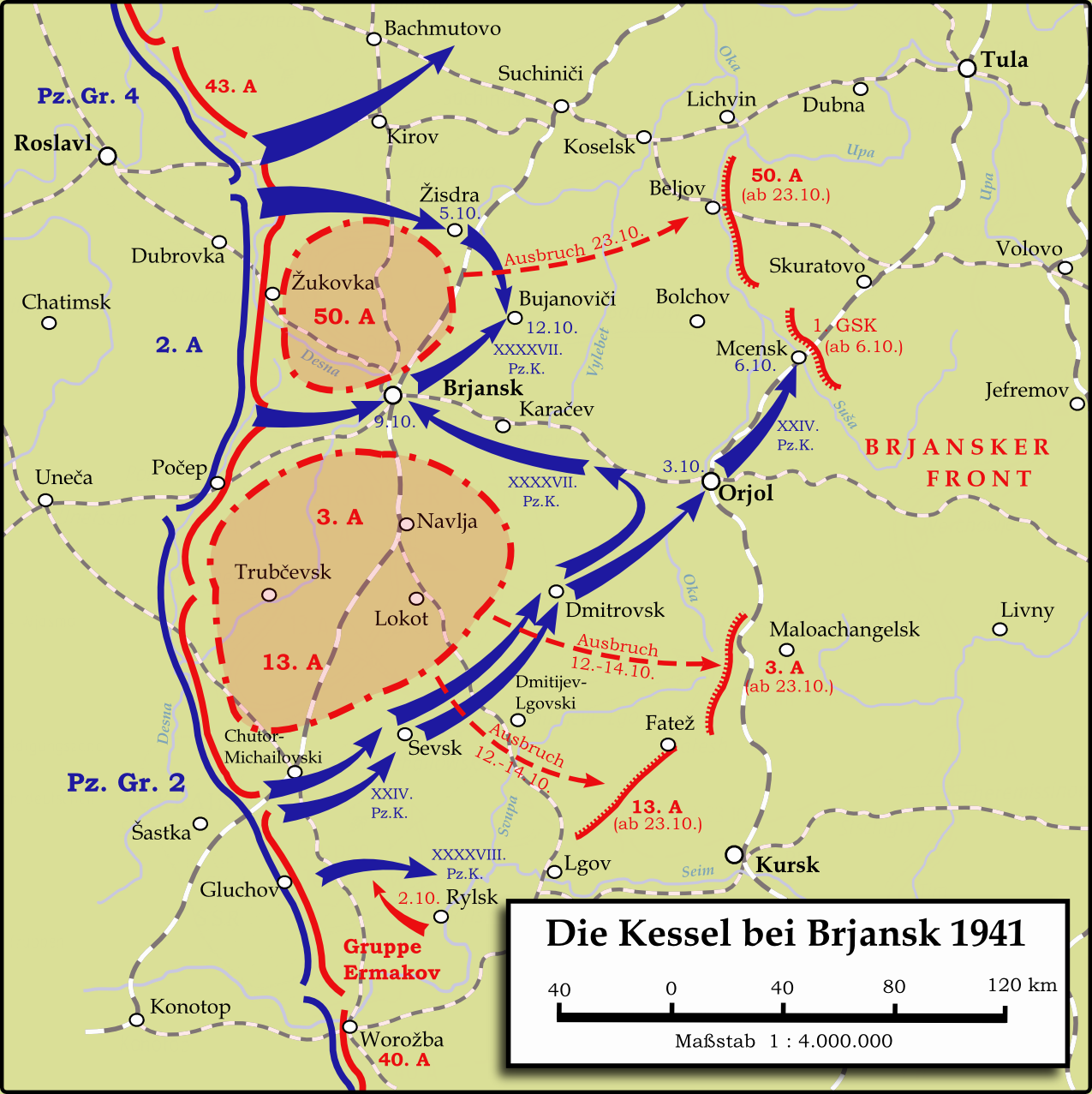
Mapa que muestra la batalla cerca de Briansk (30 de septiembre - 23 de octubre de 1941)

### Muerte
Hay diferentes versiones sobre su muerte. Según el historiador ruso Aleksander Maslov, resultó gravemente herido al intentar escapar de la bolsa y murió el 10 de octubre de 1941. El historiador británico John Erickson afirma que fue herido durante la fuga y sus soldados lo escondieron en la cabaña de un leñador cerca de Karáchev, donde murió de gangrena el 13 de octubre.
En 1956, su hijo, Aleksander Petrov, investigó las circunstancias de su muerte. Aleksander llegó a la conclusión de que a su padre le habían disparado en ambas caderas durante la fuga, sus soldados lo habían llevado al pueblo de Golynka y lo habían escondido en la casa de la familia Novokreshchenovy. En ese momento, Petrov sufría de gangrena y no se podía mover. Según los informes, la esposa de Novokreshchenov le tapó con un abrigo viejo cuando las tropas alemanas registraron la casa, alegando que era su marido. Otro grupo de soldados soviéticos lo trasladó siete kilómetros a una cabaña aislada. A medida que la gangrena empeoraba, los soldados y civiles decidieron llevarlo a Karachev para que recibiera tratamiento. Rechazó la idea y, murió diez días después. Petrov fue enterrado cerca de la aldea de Golynka en el distrito de Karachevsky. En 1956, lo volvieron a enterrar en el cementerio de Briansk.

## Promociones
- Mayor (25 de diciembre de 1935);
- Komdiv (20 de junio de 1937, sin pasar por el rango de coronel y Kombrig);
- Mayor general de blindados (4 de junio de 1940).[1]

## Condecoraciones
A lo largo de su carrera militar, Mijaíl Petrov recibió las siguientes condecoraciones soviéticas:
|  | Héroe de la Unión Soviética (N.º 21; 21 de junio de 1937)                                      |
|  | Orden de Lenin (21 de junio de 1937)                                                           |
|  | Orden de la Estrella Roja (2 de enero de 1937)                                                 |
|  | Medalla del 20.º Aniversario del Ejército Rojo de Obreros y Campesinos (22 de febrero de 1938) |